# Младочехи
Младочехи! Я люблю младочехов. Знаешь, брат, заедем на телеграф, дадим младочехам телеграмму: «Старые студенты, справляя Татьянин день, желают вам полной свободы языка». Ей-богу, заедем! Младочехи рады будут! Очень рады!
Младочехи (чеш. Mladočeši) или Национальная партия свободомыслящих (чеш. Národní strana svobodomyslná) — чешское общественно-политическое движение и политическая партия (с 1874 года) в Австро-Венгрии.
Первоначально младочехи были фракцией в составе возникшей в 1860 году Национальной партии, которой руководили более умеренные старочехи. На рубеже 60-х — 70-х старочехи проводили политику обструкции имперских законодательных органов, в то время как младочешское крыло требовало активного отстаивания своей позиции. В 1874 году углубившийся раскол между фракциями привёл к тому, что младочехи организационно выделились из состава партии и создали собственную, после чего название «старочехи» закрепилось за всей ЧНП. В 1889 года на съезде младочехов на горе Ржип старочехи были объявлены изменниками чешского народа. Подписание чешско-немецкого соглашения 1890 года между старочехами и немецкими организациями и распространение избирательного права привело к потере старочехами поддержки в пользу младочехов и других партий. К началу XX века их политическая позиция стала сближаться со старочехами.
Партии оказывали активную материальную поддержку крупные чешские промышленники и банкиры. Идеологом и многолетним лидером партии был Карел Крамарж.
Несмотря на то, что младочехи были более радикальными, чем старочехи, в конце XIX века они не требовали создания независимого чешского государства, а ограничивались требованиями национальной автономии в виде преобразования Австро-Венгрии в триединую монархию при сохранении экономического единства страны. Также партия требовала государственной поддержки промышленности и экспорта, а также национализации железных дорог. Младочехи также боролись с пангерманизмом, а Крамарж был ещё и сторонником неославизма — союза Австро-Венгрии и Российской империи, хотя незадолго до начала Первой мировой войны он разработал проект перехода Чехии и Словакии под власть Российской империи. Также младочехи требовали проведения политики равенства в отношении народов Австро-Венгрии и введения всеобщего избирательного права.

Полемику младочехов и старочехов иронически описывал К. Чапек:

Младосаламандры стояли, видимо, за прогресс без всяких преград и ограничений, заявляя, что и под водой надо перенять материковую культуру целиком со всеми её достижениями, не исключая футбола, флирта, фашизма и половых извращений. Наоборот, старосаламандры, по-видимому, консервативно цеплялись за природные свойства саламандр и не хотели отречься от старых добрых животных привычек и инстинктов; они, несомненно, осуждали лихорадочную погоню за всякими новшествами и видели в ней признаки упадка и измену саламандровым идеалам предков и, конечно, возмущались также чужеродными влияниями, которым слепо подчиняется теперешняя развращенная молодежь, и спрашивали, достойно ли гордых и самолюбивых саламандр это обезьянье подражание людям.— Война с саламандрами
В 1918 году партия объединилась со старочехами и умеренными силами в партию Чешская государственно-правовая демократия, которая с 1919 года стала называться Национал-демократическая партия Чехословакии.